# Rajasthan
Rajasthan är en delstat i nordvästra Indien. Delstatens namn kommer av sammanslagningen av de 21 furstestater, som fanns i dess ställe under Brittiska Indien.

## Administrativ indelning
Delstaten är indelad i 33 distrikt:

- Ajmer
- Alwar
- Banswara
- Baran
- Barmer
- Bharatpur
- Bhilwara
- Bikaner
- Bundi
- Chittorgarh
- Churu
- Dausa
- Dholpur
- Dungarpur
- Hanumangarh
- Jaipur
- Jaisalmer
- Jalor
- Jhalawar
- Jhunjhunu
- Jodhpur
- Karauli
- Kota
- Nagaur
- Pali
- Pratapgarh
- Rajsamand
- Sawai Madhopur
- Sikar
- Sirohi
- Sri Ganganagar
- Tonk
- Udaipur

## Geografi

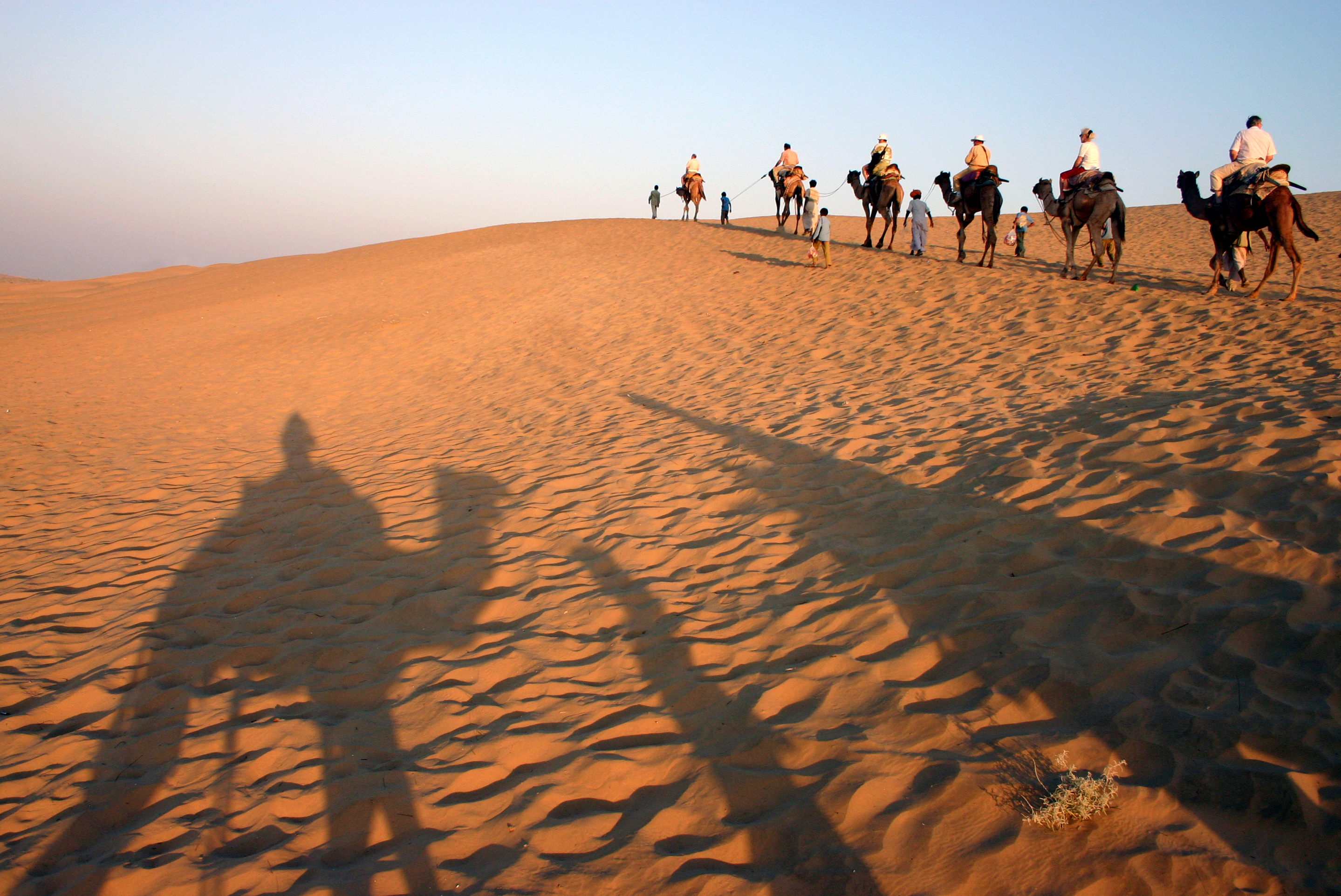
Kamelritt genom Thar.

Kännetecknande för Rajasthan är öknen Thar och floden Ghaggar. Bergskedjan Aravalli har en utlöpare i delstaten, och där ligger Rajasthans enda brittiska "hill station", Mount Abu. Det finns också två  tigerreservat.
Jaipur, Jodhpur, Jaisalmer, Udaipur, Pushkar och Bikaner är några av de mer kända platserna i Rajasthan.

## Historia
Rajputklaner härskade över nuvarande Rajasthan från cirka 700 e.Kr. Kring år 1200 erövrades området av muslimska härförare. Någon enad statsbildning var dock inte Rajasthan innan stormogulen Akbar erövrade Rajputklanernas forna land. Under 1700-talet gick sedan stormogulernas makt tillbaka. Rajputkasten är fortfarande stark i vad som i tidig historia kallades just Rajputana, nuvarande Rajasthan.
Under åren 1817-1818 slöt britterna överenskommelser med alla de lokala härskarna i vad som då kallades Rajputana, vilket innebar att dessa furstestater blev lydstater under Storbritannien.

## Ekonomi
70 % av arbetskraften är sysselsatt i jordbruket, som ger 45 % av BNP. Industrin ger 11 % av BNP, och i denna sektor är 9 % av arbetskraften sysselsatt.
Rajasthan har de största förekomsterna av mineral i Indien, näst efter Bihar. I huvudsak handlar det dock om ickemetalliska mineraler. Västra delen av Rajasthan har förekomster av naturgas, som ännu ej har prospekterats.